# United States Army Ordnance Training and Heritage Center
Le United States Army Ordnance Training and Heritage Center en français : « le musée du Matériel de l'armée de terre américaine » est un musée militaire américain, anciennement appelé « United States Army Ordnance Museum » et situé originellement à Aberdeen Proving Ground dans le Maryland, installé depuis 2010 à Fort Lee (en) en Virginie.
En mai 2018, le musée est en cours de reconstruction et seul du matériel exposé en extérieur est visible.

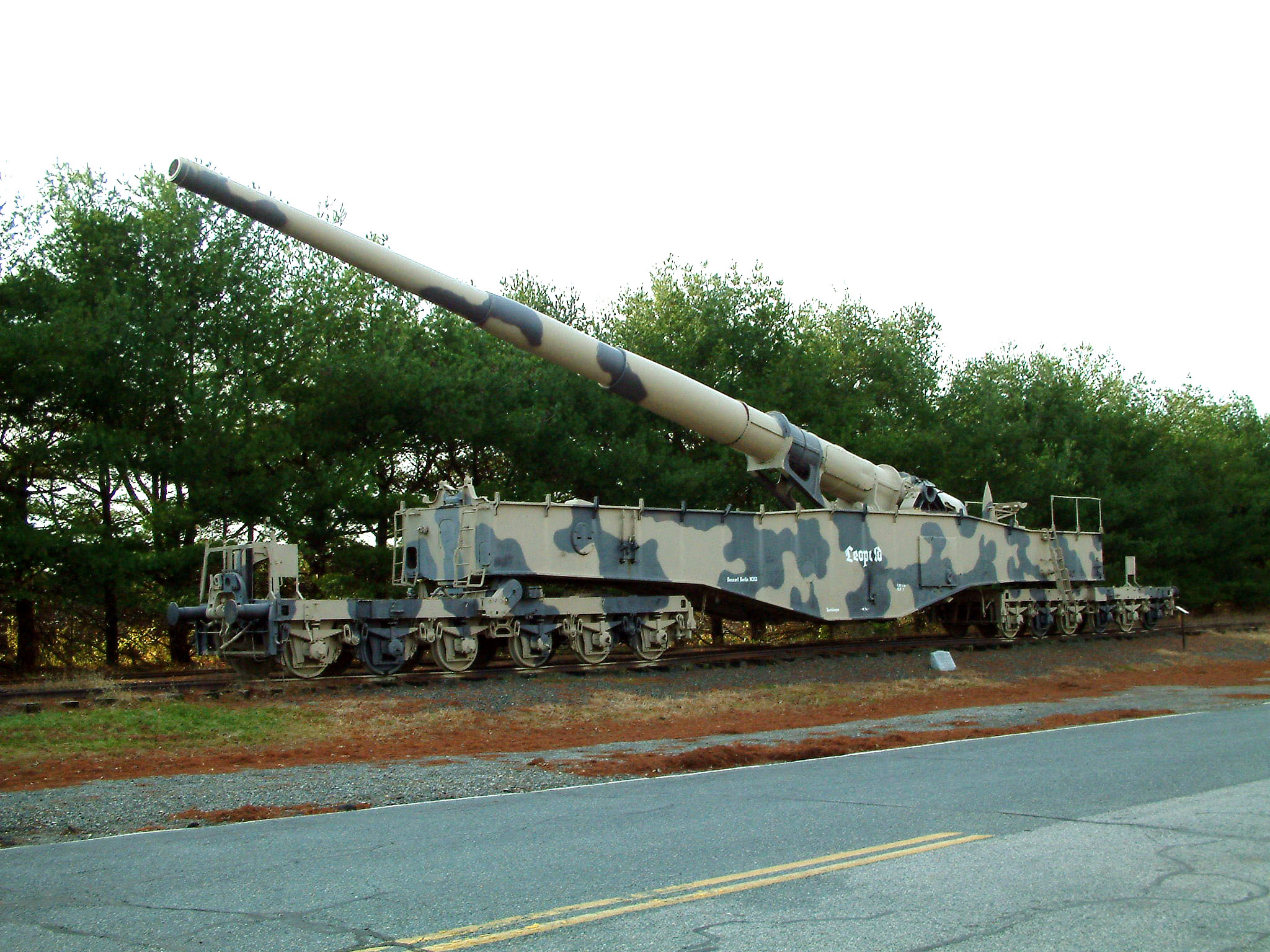
Canon allemand Krupp de 280 mm 28-cm-Kanone 5 (E), surnommé « Leopold » ou « Anzio Annie ».

## Histoire et objet
La mission du US Army Ordnance Training and Heritage Center est d’acquérir, préserver et exposer du matériel militaire historique en relation avec l'activité de l'armée de terre américaine (l’US Army) ; également, le centre doit documenter et présenter l'évolution des armes américaines et leurs munitions depuis l'époque des colonies américaines (le XVIe siècle) jusqu'à nos jours.
Le musée a initialement été créé en 1919 et a été ouvert au public en 1924, pour montrer le matériel et les équipements capturés à l'ennemi, ceci à Aberdeen Proving Ground. Le musée a été géré par l'US Army jusqu'en 1967.
En 1965, des citoyens des environs ont créé la « fondation pour le musée du Matériel militaire » (Ordnance Museum Foundation, Inc.) pour créer et exploiter un musée avec l'ensemble de ces équipements militaires. La fondation n'est pas directement liée à l'US Army ni au département de la Défense. La fondation a commencé à gérer le musée au début des années 1970 en utilisant le bâtiment 2601 de la base d’Aberdeen Proving Ground, et ceci jusqu'à sa fermeture en septembre 2010.
En 2005, une loi de Base Realignment and Closure (BRAC, réorganisation des bases américaines) a été votée par le Congrès. L'une des demandes de la loi a été de déplacer les quartiers généraux de la US Army Ordnance Center and School (équivalent en France de l'École d'application du matériel), l’Ordnance Mechanical Maintenance School en français : « l'École de l'entretien du matériel », et l’Ordnance Museum en français : « le musée du Matériel militaire » à Fort Lee (en) avant la fin de l’année 2011. Le transfert des matériels exposés a commencé au mois d'août 2009.

## Conditions de visite
En septembre 2015, la collection n'est pas visible dans son ensemble, sauf le matériel exposé en extérieur.
En 2018, les travaux pour mettre en valeur un M65 Atomic Cannon et un 28-cm-Kanone 5 (E) ont commencé.

## Matériel exposé
- 28-cm-Kanone 5 (E) « Anzio Annie », pièce d’artillerie sur chemin de fer
- M65 Atomic Cannon, pièce d'artillerie pouvant tirer un obus atomique
- M2 Bradley, véhicule de combat
- Jagdpanzer VI, aussi appelé Jagdtiger, chasseur de chars allemand de la Seconde Guerre mondiale
- Canon de 12", modèle 1895 (en) sur rail, destiné à l'artillerie côtière
- Pershing 1, missile balistique à courte portée
- Véhicule blindé de récupération (recovery) 1939
- T-12 Cloudmaker (en), bombe de démolition
- Le dernier exemplaire du char M6 (variante du T1E1)